# پاول بروت
پاول بروت (روسی: Павел Александрович Брутт؛ زادهٔ ۲۹ ژانویهٔ ۱۹۸۲) دوچرخه‌سوار اهل روسیه است.
از باشگاه‌هایی که در آن بازی کرده‌است می‌توان به تیم تینکوف، تیم کاتیوشا–آلپتسین، و گازپروم-روس‌ولو اشاره کرد.